# Mountain (Wisconsin)
Mountain – miasto w Stanach Zjednoczonych, w stanie Wisconsin, w hrabstwie Oconto.